# Kabinett Lourdes Pintasilgo
Das Kabinett Lourdes Pintasilgo wurde am 1. August 1979 von Premierministerin Maria de Lourdes Pintasilgo von der Partido Socialista (PS) gebildet, der ersten und bisher einzigen weiblichen Premierministerin Portugals. Sie löste damit die Regierung von Premierminister Carlos Mota Pinto ab. Das Kabinett von Lourdes Pintasilgo befand sich bis zum 3. Januar 1980 im Amt und wurde danach von der Regierung von Regierung von Premierminister Francisco Sá Carneiro abgelöst.

## Zusammensetzung
| Amt                                                             | Name                           |
| --------------------------------------------------------------- | ------------------------------ |
| Premierminister                                                 | Maria de Lourdes Pintasilgo    |
| Minister für Innere Verwaltung                                  | Manuel da Costa Braz           |
| Minister für Nationale Verteidigung                             | José Loureiro dos Santos       |
| Minister für Auswärtige Beziehungen                             | João de Freitas Cruz           |
| Justizminister                                                  | Pedro Sousa Macedo             |
| Finanzminister                                                  | António Sousa Franco           |
| Minister für wirtschaftliche Koordination und Planung           | Carlos Corrêa Gago             |
| Minister für Landwirtschaft und Fischerei                       | Joaquim Lourenço               |
| Industrieminister                                               | Fernando Videira               |
| Minister für Handel und Tourismus                               | Acácio Pereira Magro           |
| Minister für soziale Koordination und soziale Angelegenheiten   | Alfredo Bruto da Costa         |
| Arbeitsminister                                                 | Jorge Sá Borges                |
| Minister für Verkehr und Kommunikation                          | Frederico Monteiro da Silva    |
| Minister für Wohnungsbau und öffentliche Arbeiten               | Mário de Azevedo               |
| Minister für kulturelle Koordination, Kultur und Wissenschaften | Adérito Sedas Nunes            |
| Bildungsminister                                                | Luís Veiga da Cunha            |
| Minister für soziale Kommunikation                              | João António de Figueiredo     |
| Minister für die Autonome Region Azoren                         | Henrique Afonso da Silva Horta |
| Minister für die Autonome Region Madeira                        | Lino Miguel                    |